# Rofilio Neyra Huamaní
Rofilio Teófilo Neyra Huamaní (Ayacucho, 18 de febrero de 1952) es un empresario, dirigente deportivo y político peruano. Ha sido congresista de la República por Ayacucho en el periodo 2011-2016 y regidor del distrito de Chorrillos en 1998.

## Biografía
Nació en el distrito de Sancos, ubicado en la provincia de Lucanas en Ayacucho, el 18 de febrero de 1952.
Realizó sus estudios primarios en el Vice Ministerial 0018 y los secundarios en el XEBA-Luis Fabio Xammar Jurado.
Estudió la carrera de Ciencias Administrativas y Económicas en la Universidad Inca Garcilaso de la Vega sin llegar a concluirlos. Tiene un diplomado en Administración Gerencial en IPAE.
Desde marzo de 1985 es Gerente General de INTI GAS SAC.

## Carrera política
Fue militante del partido Cambio 90 liderado por el expresidente Alberto Fujimori.
Inició su participación política en las elecciones municipales de 1995 como candidato a regidor de Chorrillos por Cambio 90-Nueva Mayoría sin obtener la elección.

### Regidor de Chorrillos
En las elecciones de 1998, llegó a ser elegido como regidor por Vamos Vecino quien tenía como candidato a Augusto Miyashiro.
Intentó ser congresista en las elecciones del 2001 por Solución Popular sin llegar a tener éxito y de igual manera en su candidatura a la alcaldía de Chorrillos en 2002.
Postuló a la Presidencia Regional de Ayacucho por la agrupación fujimorista Sí Cumple en las elecciones regionales del 2006 quedando en tercer lugar con el 18.931% de los votos. Repetiría ese intento en las elecciones regionales del 2010 perdiendo en segunda vuelta.

### Congresista
En las elecciones del 2011, postuló nuevamente como candidato al Congreso de la República representando a Ayacucho por Fuerza 2011 de Keiko Fujimori. Neyra resultó elegido con 33,914 votos para el período parlamentario 2011-2016.
Ejerció como secretario de la Comisión de Energía y Minas.
Fue denunciado en 2013 por haber mentido en su hoja de vida y se le levantó la inmunidad parlamentaria.
También ha sido denunciado por haber ofrecido S/. 50,000 a un extrabajador para que se inculpe de los delitos por los cuales había sido denunciado.
Tras culminar su gestión parlamentaria, Neyra intentó su reelección en las elecciones del 2016 presentándose como candidato por Alianza Popular sin éxito. En 2018 participó como candidato de Perú Patria Segura a la alcaldía de Chorrillos sin obtener la elección.
Volvió a postular al Congreso con el partido Podemos Perú en las elecciones del 2021, sin embargo, no resultó elegido.